# 逆鉾盛吉
逆鉾 盛吉（さかほこ せいきち、1894年10月25日 - 1947年5月5日）は、鹿児島県姶良郡蒲生町出身で井筒部屋に所属した力士。本名は川原林 盛吉。173cm、86kg。最高位は西前頭筆頭。

## 経歴
1911年2月初土俵、1914年1月十両昇進。1916年1月入幕した。筆頭まで躍進したが怪我をしてからは振るわず、1922年5月廃業。

## 成績
- 幕内12場所40勝54敗22休4分預

## 改名
蒲生ノ里→逆鉾